# Émilienne Larocque
Pour les articles homonymes, voir Larocque.
Émilienne Larocque, connue sous le nom de Mme Honoré Chassé (20 mars 1865 - 23 septembre 1924), est une patronne de presse québécoise. Son père, le docteur Gédéon Larocque, fut maire de Longueuil, député de Chambly, puis sergent-d’arme à l’Assemblée nationale du Québec. 
Elle compte parmi ses enfants Henri Chassé, premier commandant du Royal 22e Régiment, et Edmond Chassé, journaliste de Québec connu pour ses nombreux scoops. Elle est également la grand-mère du journaliste sportif Louis Chassé et l'arrière-grand-mère de l'acteur Henri Chassé.

## Biographie et carrière
Elle naît à Longueuil alors que son père est maire de la municipalité. La famille déménagera ensuite à Québec lorsque son père est nommé sergent-d’arme à l’Assemblée nationale du Québec le 29 juillet 1875. La famille demeure d’ailleurs, à compter de ce moment, à l’intérieur du Parlement.
Le 3 septembre 1883, Émilienne Larocque épouse Honoré Chassé, un avocat de Québec. Ils ont 9 enfants lorsque la maladie emporte subitement ce dernier le 13 janvier 1903. Elle hérite alors de l’Imprimerie H. Chassé, imprimerie située sur la rue du Sault-au-Matelot fondée par son défunt mari. 
Plusieurs de ses enfants vont l’aider à exploiter l’entreprise jusqu’à ce qu’en 1909, La Compagnie de L’Événement lui rachète l’imprimerie en échange d’actions. Fait surprenant pour l’époque, les propriétaires lui confient alors la gérance du journal L’Événement, poste qu’elle occupera jusqu’en 1921, lorsque la maladie la force à prendre sa retraite. Cela la place certainement parmi les premières patronnes de presse au Canada.

## Conscription
En 1918, alors que la crise de la conscription bat son plein à Québec, le journal L'Événement, avec Émilienne Larocque à sa tête, prend position en faveur de la conscription. Il faut savoir que deux des fils d’Émilienne Larocque, Henri Chassé et Antoine Chassé sont alors au front en Europe pour s’être portés volontaires. En raison de cette position proconscriptionniste, le bâtiment de L’Événement est saccagé le 29 mars 1918, au cours de l’émeute de 1918, qui dura cinq jours et se conclut le 1er avril 1918 par l’armée ouvrant le feu sur les manifestants, faisant quatre morts et plusieurs dizaines de blessés.

## Dynastie journalistique
Fortement inspiré par ses parents, Edmond Chassé fera une longue carrière dans le journalisme à Québec. Louis Chassé, petit-fils d’Émilienne Larocque, entrepris à son tour une carrière dans le journalisme à Québec, cette fois à la radio et à la télévision.

## Décès
Émilienne Larocque décède le 23 septembre 1924 à l’âge de 59 ans.

## Enfants
Henri Chassé (30 décembre 1885 - 9 juillet 1928), premier commandant du Royal 22e Régiment, récipiendaire de la Croix militaire et membre de l'ordre du Service distingué, décorations remises par le Roi Georges V le 3 mai 1919
Edmond Chassé (29 septembre 1887 - 24 mars 1951), journaliste de Québec
Jeanne Chassé (15 juin 1889 - ? ), épouse de Gustave Bernier
Juliette Chassé (18 juin 1891 - ? ), épouse du musicien Maurice Bernier et mère du chef d'orchestre Françoys Bernier
Noël Chassé (24 décembre 1892 - ? ), avocat et journaliste de guerre. auteur de Avant la poussée finale
Marie-Paule Chassé (29 octobre 1894 - ? ), épouse du musicien Hermann Courchesne
Antoine Chassé (14 janvier 1896 - 11 septembre 1963), Major de l'armée canadienne. récipiendaire de la Croix militaire pour sa bravoure lors des opérations au nord de Cambrai, du 1er au 14 octobre 1918, Membre de l'Ordre de l'Empire britannique, père du journaliste Louis Chassé
Gabrielle Chassé (24 avril 1900 - ? )
Madeleine Chassé (novembre 1901 - ? )